# 本傑明·索恩
本傑明·加里·索恩（Benjamin Gary Thorne，1993年3月19日—）是一名加拿大田徑運動員，專攻競走項目。他在2015年世界田徑錦標賽上獲得男子20公里競走季軍，並創下加拿大的國家紀錄（已被其他人打破）。

## 外部連結
- 本傑明·索恩在的頁面